# Кахлик, Чоба Рудольфович
Чоба Рудольфович Кахлик (29 июня 1941, Берегово, Королевство Венгрия (ныне: Закарпатская область, Украина — 31 января 2024) — советский футболист, вратарь. Большую часть карьеры провёл в «Буковине» (Черновцы), где является одним из рекордсменов по количеству сыгранных матчей среди голкиперов.

## Биография
Родился в городке Берегово на Закарпатье, где и начинал карьеру футболиста, выступая за команду «Красная Звезда». В 1959 году был приглашен в команду мастеров «Колхозник» (Полтава), где и дебютировал в классе «Б» союзного чемпионата (Первая лига СССР). После того как отыграл один сезон за «полтавчан», продолжил карьеру в «Нефтянике» (Дрогобыч), который тоже выступал в том же классе, только в другой зоне. За три сезона в провёл около 70 матчей.
На протяжении 1962—1964 годов выступал за команды классу «А» (высшая лига) : «Авангард» (Харьков) и «Черноморец» (Одесса), где в общей сложности провёл 14 матчей (11 — в чемпионате и 3 — в кубке); в Харькове также выступал и за дублирующий состав (18 матчей).
В 1965 году перебрался в город Черновцы, где начал выступать за местный клуб «Буковина», за который отыграл 8 сезонов и провёл 270 матчей, что позволило ему стать одним из рекордсменов черновицкой команды по количеству проведённых матчей (в качестве вратаря по этому показателю 2-й в истории клуба). Также в сезоне 1967 записал в свой актив 2 матча за винницкий «Локомотив».

## Достижения
- Серебряный призёр чемпионата УССР: 1968